# Jaguar R1
Jaguar R1 — гоночный автомобиль Формулы-1, разработанный командой Jaguar Racing и построенный для участия в чемпионате 2000 года.

## История
R1 — первое шасси в истории команды Jaguar Racing, которая была образована концерном Ford после покупки команды Stewart. Для нового автомобиля фирмой Cosworth был разработан новый двигатель CR-2. Применение новых технологий позволило облегчить вес машины и более свободно разместить балласт. Также была применена общая система смазки для двигателя и коробки передач.
Однако отсутствие собственной аэродинамической трубы не позволило сделать эффективной аэродинамику. Автомобиль оказался трудноуправляемым, ненадёжной была коробка передач. Хотя автомобиль был довольно быстр в квалификациях, Эдди Ирвайн, ставший вторым в Чемпионате 1999 года в составе Ferrari, смог набрать лишь четыре очка в 16 гонках. На этом автомобиле дебютировал в гонках бразилец Лучано Бурти.

## Результаты гонок
| Год  | Команда       | Двигатель              | Шины | Пилоты  | 1    | 2    | 3   | 4   | 5   | 6    | 7   | 8    | 9    | 10  | 11   | 12   | 13  | 14   | 15  | 16  | 17   | Место | Очки |
| ---- | ------------- | ---------------------- | ---- | ------- | ---- | ---- | --- | --- | --- | ---- | --- | ---- | ---- | --- | ---- | ---- | --- | ---- | --- | --- | ---- | ----- | ---- |
| 2000 | Jaguar Racing | Ford Cosworth CR-2 V10 | B    |         | АВС  | БРА  | САН | ВЕЛ | ИСП | ЕВР  | МОН | КАН  | ФРА  | АВТ | ГЕР  | ВЕН  | БЕЛ | ИТА  | США | ЯПО | МАЛ  | 9     | 4    |
| 2000 | Jaguar Racing | Ford Cosworth CR-2 V10 | B    | Ирвайн  | Сход | Сход | 7   | 13  | 11  | Сход | 4   | 13   | 13   | Т   | 10   | 8    | 10  | Сход | 7   | 8   | 6    | 9     | 4    |
| 2000 | Jaguar Racing | Ford Cosworth CR-2 V10 | B    | Бурти   |      |      |     |     |     |      |     |      |      | 11  |      |      |     |      |     |     |      | 9     | 4    |
| 2000 | Jaguar Racing | Ford Cosworth CR-2 V10 | B    | Херберт | Сход | Сход | 10  | 12  | 13  | 11   | 9   | Сход | Сход | 7   | Сход | Сход | 8   | Сход | 11  | 7   | Сход | 9     | 4    |

| Легенда к таблице |                                                                    |
| --- | ------------------------------------------------------------------ |
| В таблице перечислены результаты всех Гран-при Формулы-1, в которых использовался автомобиль. Строками таблицы являются сезоны, столбцами — этапы чемпионата мира. В каждой клетке указаны сокращённое название этапа и результат, дополнительно обозначенный цветом. Расшифровка обозначений и цветов представлена в нижеследующей таблице. |                                                                    |
| \| Пример \| Описание \| \| ------------ \| ------------------------------------------------------------------ \| \| 1 \| Победитель \| \| 2 \| Второе место \| \| 3 \| Третье место \| \| 5 \| Финишировал, заработав очки \| \| Сход \| Не финишировал, но при этом заработал очки \| \| 12 \| Финишировал, не получив очков \| \| НКЛ \| Финишировал, но не попал в финальную классификацию \| \| 15 \| Участвовал вне зачёта, либо по отдельной классификации \| \| 18 \| Не финишировал, но попал в финальную классификацию \| \| Сход \| Не финишировал \| \| НКВ \| Не прошёл квалификацию \| \| НПКВ \| Не прошёл предквалификацию \| \| ДСК \| Дисквалифицирован \| \| ИСК \| Исключён из протокола соревнований \| \| ТТ \| Заявлен для участия только в тренировках \| \| НС \| Участвовал в квалификации, но не стартовал в гонке \| \| Т \| Травмирован или болен \| \| ОТК \| Отказ от участия \| \| НТР \| Прибыл на соревнования, но на трассу не выезжал \| \| НПР \| Был заявлен в числе участников, но не прибыл к началу соревнований \| \| О \| Соревнования отменены \| \| \| Не участвовал \| \| Поул-позиция \| \| \| Быстрый круг \| \| |                                                                    |
| Пример | Описание                                                           |
| 1 | Победитель                                                         |
| 2 | Второе место                                                       |
| 3 | Третье место                                                       |
| 5 | Финишировал, заработав очки                                        |
| Сход | Не финишировал, но при этом заработал очки                         |
| 12 | Финишировал, не получив очков                                      |
| НКЛ | Финишировал, но не попал в финальную классификацию                 |
| 15 | Участвовал вне зачёта, либо по отдельной классификации             |
| 18 | Не финишировал, но попал в финальную классификацию                 |
| Сход | Не финишировал                                                     |
| НКВ | Не прошёл квалификацию                                             |
| НПКВ | Не прошёл предквалификацию                                         |
| ДСК | Дисквалифицирован                                                  |
| ИСК | Исключён из протокола соревнований                                 |
| ТТ | Заявлен для участия только в тренировках                           |
| НС | Участвовал в квалификации, но не стартовал в гонке                 |
| Т | Травмирован или болен                                              |
| ОТК | Отказ от участия                                                   |
| НТР | Прибыл на соревнования, но на трассу не выезжал                    |
| НПР | Был заявлен в числе участников, но не прибыл к началу соревнований |
| О | Соревнования отменены                                              |
| | Не участвовал                                                      |
| Поул-позиция |                                                                    |
| Быстрый круг |                                                                    |